# Falk Schacht
Falk Schacht, pseudonim Hawkeye (ur. w 1974 w Hanowerze) – niemiecki prezenter telewizyjny. Prowadził programy w Viva Zwei. Od dzieciństwa fascynował się hip-hopem i breakdancem, nagrał mixtape.